# Delain
Delain je nizozemská symphonic metalová skupina založená klávesistou Martijnem Westerholtem, bývalým členem skupiny Within Temptation, a zpěvačkou Charlotte Wessels. Původně byla založena s úmyslem spojit co nejvíce hudebníků dohromady, a tak můžeme v jejich tvorbě najít hned několik hostů od George Oosthoeka (Orphanage) po Sharon den Adel (Within Temptation), Liv Kristine (ex-Leaves' Eyes) či Marca Hietalu (Nightwish). Úspěch projektu ale přiměl Martijna Westerholta a Charlotte Wessels, aby z Delain udělali kapelu. Jejich hudba se postupně začala dostávat do povědomí posluchačů jak na území Evropy, tak i v Americe či Japonsku.
V únoru 2021 se kapela rozpadla a dále pokračovala jako jednočlenný projekt Martijna Westerholta. V průběhu roku 2021 se k Westerholtovi přidali bývalí členové kapely bubeník Sander Zoer, kytarista Ronald Landa a baskytarista Rob van der Loo, kterého ale brzy nahradil Ludovico Cioffi. V roce 2022 kapela oznámila spolupráci s novou vedoucí zpěvačkou Dianou Leah. Nová sestava se poprvé představila 27. srpna 2022 a do roku 2024 vydala zatím čtyři nové singly a album Dark Waters.

## Členové

### Současní členové
- Diana Leah – zpěv (od roku 2022)
- Ronald Landa – kytara (2006–2009, od roku 2021)
- Ludovico Cioffi – baskytara (od roku 2022)
- Martijn Westerholt – klávesy (od roku 2002)
- Sander Zoer – bicí (2006–2014, od roku 2022)

### Bývalí členové
Zpěvačky
- Anne Invernizzi (2002–2005)
- Charlotte Wessels (2005–2021)

Kytaristé
- Roy van Enkhuyzen (2002–2005)
- Frank van der Meijden (2002–2005)
- Ray van Lente (2006–2007)
- Ewout Pieters (od roku 2009)
- Timo Somers (2011–2021)[2]
- Merel Bechtold (2015–2019)[3][4]

Baskytaristé
- Martijn Willemsen (2002–2005)
- Rob van der Loo (2005–2010)
- Otto Schimmelpenninck van der Oije (2010–2021)

Bubeníci
- Tim Kuper (2002–2005)
- Ruben Israel (2014–2017)
- Joey de Boer (2018–2021)

## Diskografie

### Alba

#### Studiová alba
- Lucidity (2006)
- April Rain (2009)
- We Are the Others (2012)
- Interlude (2013)
- The Human Contradiction (2014)
- Lunar Prelude (2016)
- Moonbathers (2016)
- Apocalypse & Chill (2020)
- Dark Waters (2023)

#### Koncertní alba
- A Decade of Delain: Live at Paradiso (2017)

#### Dema
- Amenity (2002)

#### Kompilační alba
- Interlude (2013)
- Lunar Prelude (2016)
- Hunter's Moon (2019)
- Dance with the Devil (2024)

### Singly
- „April Rain“ (2009)
- „Smalltown Boy“ (2009)
- „Get The Devil Out Of Me“ (2012)
- „We Are The Others“ (2012)
- „The Glory and the Scum“ (2016)
- „Fire with Fire“ (2016)
- „The Quest and the Curse“ (2022)
- „Beneath“ (2022)
- „Queen of Shadow“ (2023)
- „Dance with the Devil“ (2024)
- „The Reaping“ (2024)

#### Se skupinouEye of Melian
- „The Bell“ (2021)
- „Vita Nova“ (2022)
- „Doorway of Night“ (2022)
- „Everstrong“ (2022)